# Sclerotium pustula
Sclerotium pustula är en svampart som beskrevs av DC. 1815. Sclerotium pustula ingår i släktet Sclerotium och riket svampar.   Inga underarter finns listade i Catalogue of Life.